# Batcaverna
Batcaverna é um local fictício dos quadrinhos da DC Comics, que serve como quartel-general para o Batman (a identidade heroica do Bruce Wayne) localizada em uma gruta abaixo dos alicerces da Mansão Wayne. Atualmente ela serve como base de operações para a Liga Secreta, a nova Liga da Justiça

## Histórico
A caverna foi descoberta e usada durante muito tempo pelos antepassados de Bruce Wayne como armazém, bem como meio de transporte de escravos fugitivos durante a era Guerra Civil. O herói Tomahawk, no final do século XVIII, uma vez descobriu um morcego gigantesco (de propriedade de Morgana le Fey da lenda do rei Artur) dentro do que pode ser assumido para ser a Batcaverna. Wayne redescobriu as cavernas quando criança, quando ele caiu através de um dilapidado bem em sua propriedade, mas ele não considerou a caverna como uma base potencial de operações, até que ele a redescobriu  quando ele retornou à Gotham para se tornar o Batman. Além de uma base, a Batcaverna serve como um lugar de privacidade e tranquilidade, bem como a Fortaleza da Solidão do Superman.